# Wilkowo (Kętrzyn)
Wilkowo [vilˈkɔvɔ] (deutsch Wilkendorf) ist ein Dorf in Polen in der Woiwodschaft Ermland-Masuren. Es gehört zur Gmina Kętrzyn (Landgemeinde Rastenburg) im Powiat Kętrzyński (Kreis Rastenburg). Das Dorf ist Sitz eines Schulzenamtes (polnisch Sołectwo), zu welchem die Ortschaften Henrykowo (deutsch Heinrichssorge), Łazdoje (Laxdoyen), Stachowizna (Rehstall) und Stadniki (Deinau) gehören.

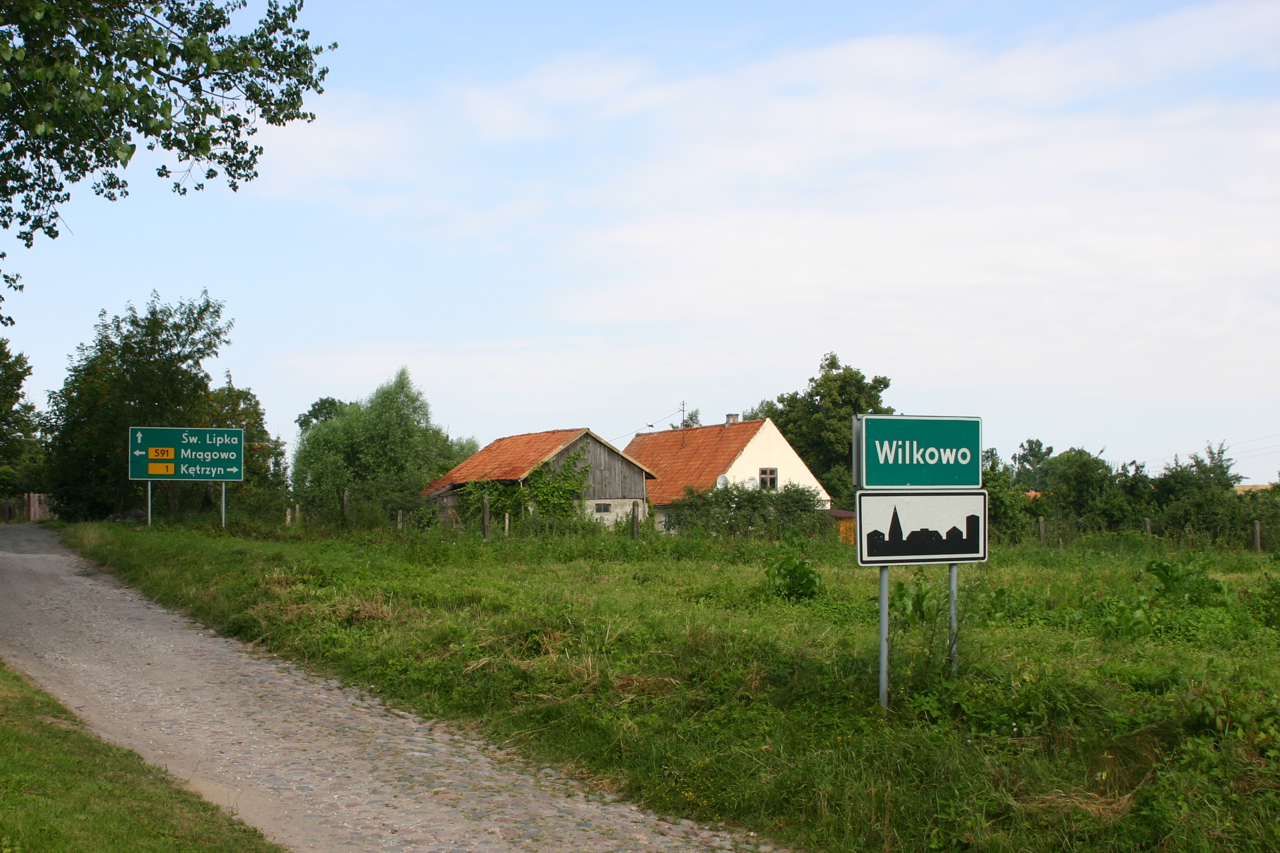
Ortseinfahrt Wilkowo

## Geographische Lage
Das Dorf liegt im Norden Polens im historischen Ostpreußen, neun Kilometer südwestlich der Kreisstadt Kętrzyn (deutsch Rastenburg).

## Geschichte
Die Lokalisierung des heutigen Wilkowo erfolgte im Jahr 1369 mit einer Fläche von 12 Hufen. Der Lokator Jan Kestenmacher hatte von Winrich von Kniprode die Erlaubnis dazu erhalten und wurde, wie auch die anderen Bewohner, 15 Jahre von allen Lasten befreit. 1818 gab es 25 Wohngebäude in Wilkendorf. Von 1818 bis 1945 gehörte Wilkendorf zum Kreis Rastenburg, ab 1874 dabei zum Amtsbezirk Laxdoyen (polnisch Łazdoje).    
1945, am Ende des Zweiten Weltkrieges, marschierte die Rote Armee in die Gegend ein. Als Folge des Krieges wurde Wilkendorf als Wilkowo Teil der Volksrepublik Polen. 1947 gab es in Wilkowo eine dreiklassige Grundschule mit 50 Schülern, 1950 wurde eine Bibliothek eröffnet. 1954 bis 1960 war das Dorf Sitz einer Gromada. Bis 1970 wurde die Schule zu einer achtklassigen Grundschule erweitert. 1973 wurde Wilkowo, als Teil der Gemeinde Kętrzyn, Sitz einer Schulzenamtes. Zum Schulzenamt gehörten Henrykowo (Heinrichssorge), Łazdoje (Laxdoyen) und Marzenin (Mariendorf).

### Einwohnerzahlen
Nachfolgend die graphische Darstellung der Einwohnerentwicklung.

## Kirche

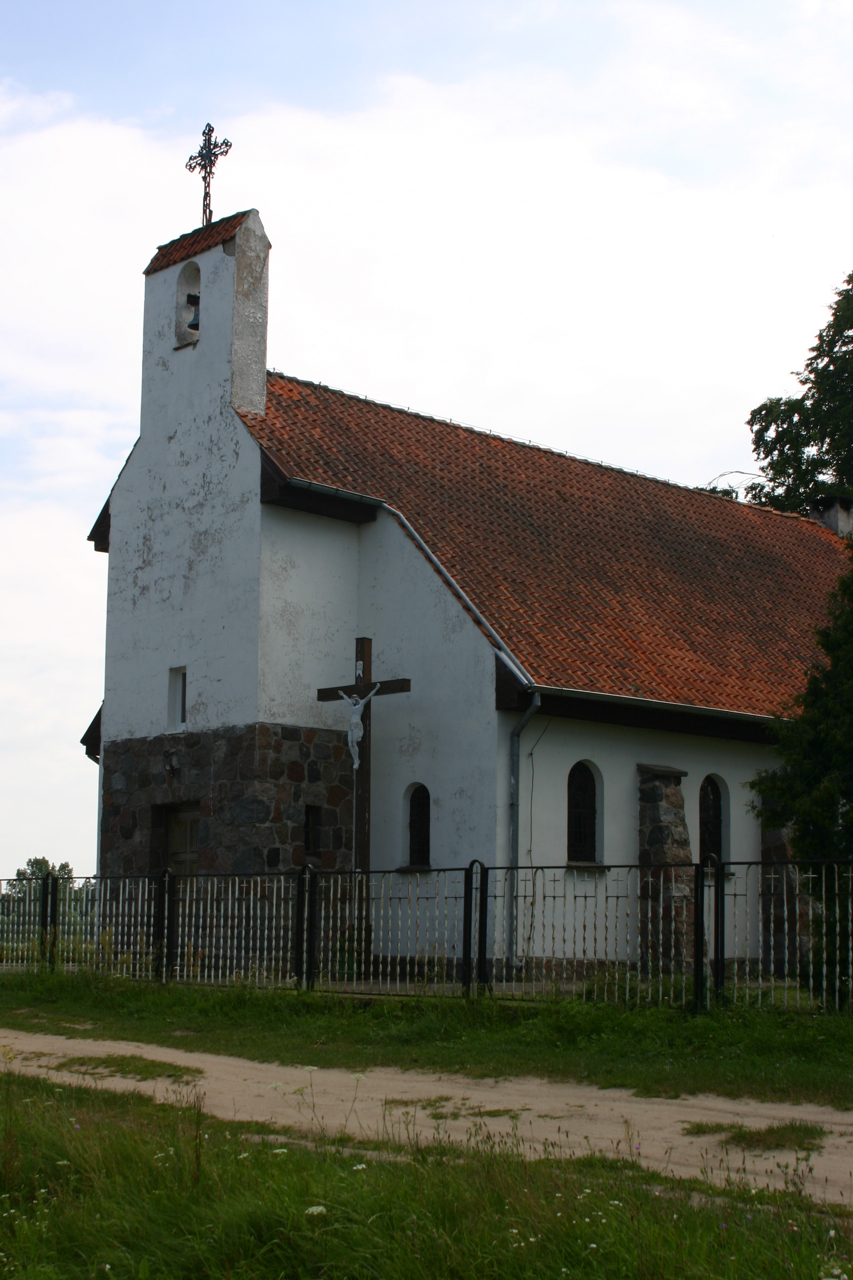
Die katholische Herz-Jesu-Kirche in Wilkowo

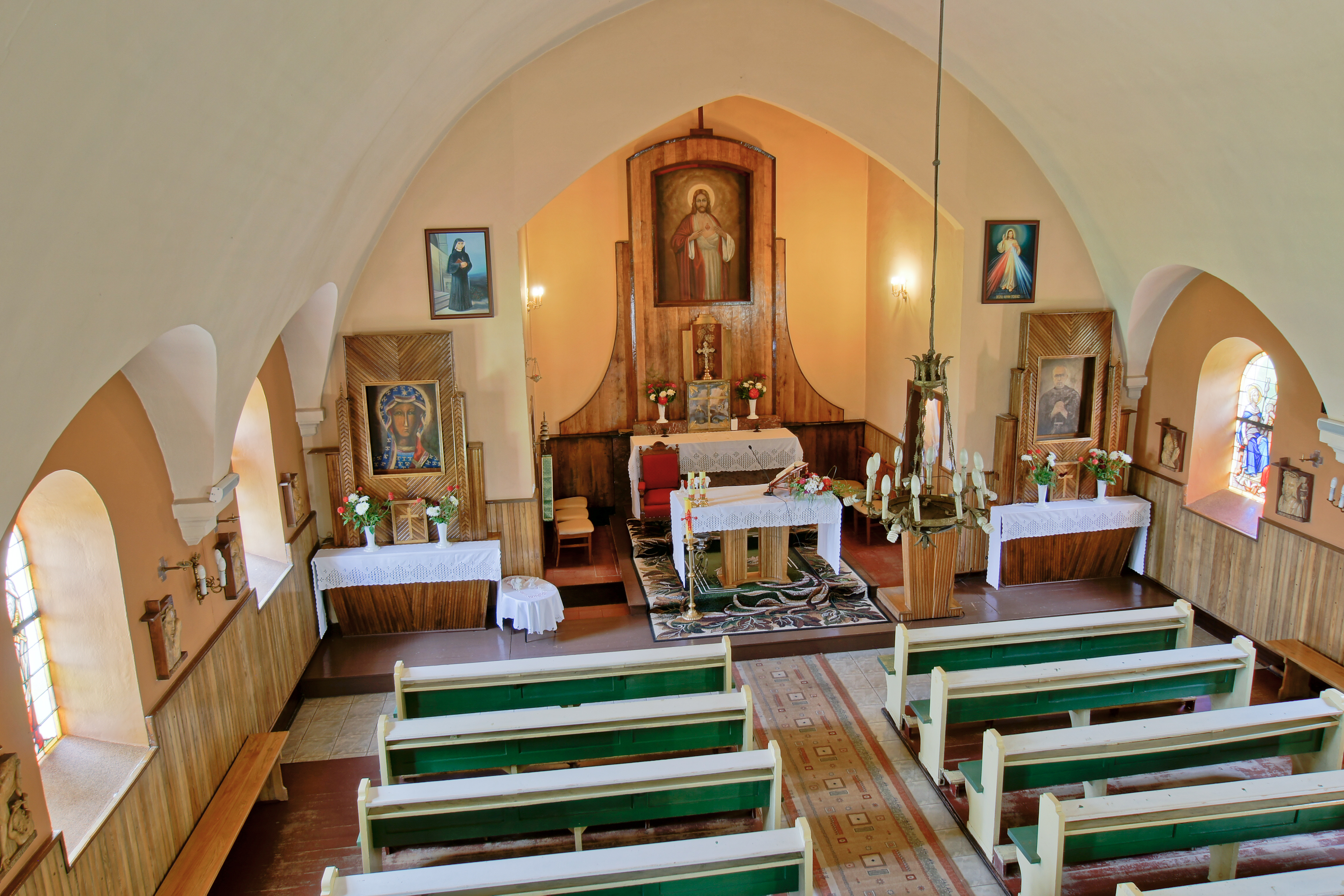
Blick in das Kircheninnere

### Katholisch
Ende des 19. Jahrhunderts wurde in Wilkendorf eine Kirche errichtet. Sie wurde von der Pfarrei Heiligelinde (polnisch Święta Lipka) aus versorgt. Am 24. Mai 1937 wurde in Wilkendorf dann eine eigene Pfarrei errichtet, die zunächst aber noch mit Heiligelinde einen Pfarrverband bildete.
Heute bildet Wilkowo eine eigene Pfarrei im Dekanat Kętrzyn I im Erzbistum Ermland. Zugehörig ist die Filialgemeinde Bezławki (Bäslack).

### Evangelisch
Bis 1945 war Wilkendorf in die evangelische Kirche Bäslack in der Kirchenprovinz Ostpreußen der Kirche der Altpreußischen Union eingepfarrt. Heute gehört das Dorf zur Pfarrei Kętrzyn in der Diözese Masuren der Evangelisch-Augsburgischen Kirche in Polen.

## Wirtschaft und Infrastruktur

### Verkehr
Das Dorf Wilkowo liegt an der Woiwodschaftsstraße 591. Diese mündet nach 15 Kilometern in südlicher Richtung bei Mrągowo (Sensburg) in die Landesstraße 59. Im Norden führt sie nach acht Kilometern durch Kętrzyn und endet nach etwa 35 Kilometern an der Staatsgrenze zum russischen Oblast Kaliningrad. Eine Grenzübergangsstelle besteht nicht.
Der Ort verfügt über keinen eigenen Bahnanschluss. Der nächste Bahnhof befindet sich acht Kilometer nördlich in Kętrzyn, wo es Direktverbindungen nach Olsztyn und Posen gibt. 
Der nächstgelegene internationale Flughafen ist der Flughafen Kaliningrad, der sich etwa 110 Kilometer nordwestlich auf russischem Hoheitsgebiet befindet. Der nächste internationale Flughafen auf polnischem Staatsgebiet ist der etwa 190 Kilometer westlich befindliche Lech-Wałęsa-Flughafen Danzig. 

### Schule
In dem Dorf gibt es die Nikolaus-Kopernikus-Grundschule.